# Bembidion timidum
Bembidion timidum är en skalbaggsart som beskrevs av John Lawrence LeConte 1848. Bembidion timidum ingår i släktet Bembidion och familjen jordlöpare. Inga underarter finns listade i Catalogue of Life.